# Marc Emili Escaure (governador)
Marc Emili Escaure (en llatí Marcus Aemilius Escaurus) va ser un magistrat romà, fill de Marc Emili Escaure (cònsol). Era fillastre del dictador Sul·la quan la seva mare Cecília Metel·la es va casar amb ell després de quedar vídua.
Va servir com a qüestor de Gneu Pompeu a la tercera guerra de Mitridates. Pompeu el va enviar a Damasc amb un exèrcit, amb el qual es va dirigir cap a Judea per arranjar les disputes entre els germans Hircà II i Aristòbul II que lluitaven pel poder. Els dos el van voler subornar i es va decidir per Aristòbul, que segurament va ser el que va pagar més (64 aC). Després d'expulsar a Hircà es va dirigir altre cop a Damasc i a l'arribada de Pompeu l'any 63 aC va ser acusat d'haver-se deixat subornar. Pompeu va revertir la decisió i va posar al tron a Hircà II però no va prendre cap mesura contra Escaure i fins i tot el va deixar encarregat del govern de Síria amb dos legions.
Emili Escaure va estar-se a Síria fins al 60 aC quan el va succeir Luci Marci Filip. En el seu govern va fer una incursió a l'Aràbia Pètria, però es va retirar a canvi d'un pagament de 300 talents del rei nabateu Aretes.
L'any 59 aC, ja de retorn a Roma va ser elegit edil curul pel 58 aC i va celebrar uns jocs extraordinàriament esplèndids, els més magnífics mai vistos fins llavors. Es van exhibir feres salvatges, com ara panteres, i es van veure per primer cop cocodrils i hipopòtams. Aquests jocs el van deixar arruïnat.
El 56 aC va ser pretor i va presidir la cort que jutjà a Publi Sesti, defensat per Ciceró. L'any 55 aC va governar Sardenya que va saquejar per recuperar-se econòmicament. Al seu retorn a Roma el 54 aC va ser candidat al consolat, però abans dels comicis va ser acusat per Publi Valeri Triari i altres de repetundae a Sardenya. Marc Cató va ser el jutge del seu cas. Escaure va ser defensat per Ciceró i Hortensi entre d'altres, i les seves referències als gran jocs organitzats el 59 aC van produir efecte i tot i ser culpable va ser absolt el 2 de setembre. No gaire després Triari el va acusar d'ambitus i altre cop absolt, però acusat de nou el 52 aC en virtut de la nova llei d'ambitus dictada per Pompeu Probablement va ser condemnat i va haver de marxar a l'exili.
Es va casar amb Múcia que havia estat casada amb Pompeu i va deixar un fill de nom Marc Emili Escaure, militar pompeià.